# アヌウォン
アヌウォン王（－おう、ラーオ語: ເຈົ້າອານຸວົງສ໌、1767年 - 在位・1805年 - 1828年）はラオスにあったヴィエンチャン王国最後の王。正しくはセーターティラート3世であるがアヌウォン王やアヌ王という名称の方が一般的である。『大南寔録』は阿弩（A Nỗ）と呼ばれる。
タイのトンブリー王朝時代属国であったラオスのブンニャサーン王がタイ領ウボンラーチャターニーに侵攻したので、同王朝のタークシン王は後のラーマ1世に命じてヴィエンチャンを攻めさせた。この時ブンニャサーンはベトナムに逃げおおせたが、彼の子がヴィエンチャンに残っていたので、ラーマ1世は人質としてこれらの子らをバンコクへ連れて帰った。この兄弟の中の三男がアヌウォンである。
後にタイではトンブリー王朝が倒れ、チャクリー王朝がラーマ1世によって建てられた。その後ブンニャサーン王が死ぬと、長男ナンタセーンが王として即位したが、この長男が政治に長けていなかったため、バンコクへ連れ戻し次男インタウォンを王に、アヌウォンを副王にした。後にアヌはラーマ2世の要求に応じて、チエンセーンに何度も進軍し、タイをビルマの侵攻から守ったためラーマ2世の寵愛を受けた。1805年兄が死ぬとラーマ2世の推挙でアヌウォンは王位についた。アヌウォンの時代ヴィエンチャンにはインフラや寺院が多数建設され黄金期を迎えた。
ラーマ2世が崩御すると、葬儀に参列し、ラーマ3世にラーオ人の返還を求めたが、拒否されたためここで恨みを抱き、後にタイに反旗を翻したと言われるが、実際のところは、黄金期の財力と軍事力の高まりにチャクリー王朝から独立を達成する機が熟したとアヌウォンが判断したとされる。
タイはそのころベトナム・ビルマ・クメール・フランス・イギリスの軍事的脅威にさらされていたためこれに便乗しアヌウォンは1826年タイ領・イーサーンに侵攻、翌年にはタイからの独立を宣言し、ナーコーンラーチャシーマーなどから多くの人民を捉えたが、同地の国主の妻ターオ・スラーナリーにより反撃に遭い、退却した。1831年、ラーマ3世はヴィエンチャンに討伐軍を送りアヌ王とその一族を捉えた。アヌは鉄製の檻に入れられバンコクまで護送された。見せしめとして数々の残酷刑が用意されていたが、施行前にアヌは崩御したので、アヌはバンコクでさらし首にされた。
現在、ラオスではアヌウォンは英雄視されている。

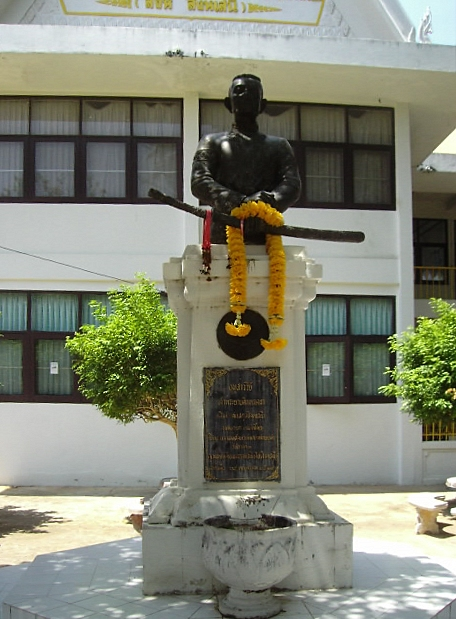

- ウィキメディア・コモンズには、アヌウォンに関するカテゴリがあります。